# Copyleft

„C-ul inversat în cerc” este simbolul copyleft. Este simbolul copyright în oglindă. Spre deosebire de simbolul copyright, nu are semnificație juridică.

O insignă creată de o organizație nonprofit Creative Commons pentru a ilustra unul dintre punctele licenței "CC Share-alike" - "distribuția în aceleași condiții" (similar cu "copyleft"

Copyleft este practica de a folosi legea drepturilor de autor pentru a înlătura restricțiile privind distribuirea copiilor (exacte sau modificate) ale unei opere către alte persoane, asigurând totodată că aceste libertăți vor fi transmise integral și către utilizatorii versiunilor modificate ale operei (în cascadă).
Termenul copyleft este un joc de cuvinte care pornește de la cuvântul englezesc copyright.
- vă permite să utilizați lucrările originale atunci când creați lucrări noi (derivate) fără a obține permisiunea proprietarului drepturilor de autor;
- impune ca două elemente din această listă să fie prezente în licența lucrării derivate.

Termenul «copyleft» derivă din termenul «copyright» (a se vedea mai jos).
Utilizând licența «copyleft», autorii și titularii drepturilor de autor acordă dreptul de a distribui copii ale lucrării originale și ale versiunilor modificate. Autorii unei lucrări derivate sunt obligați să o distribuie cu aceleași drepturi. Cu alte cuvinte, utilizarea licenței «copyleft» permite crearea unui produs gratuit.
Produsul poate fi, de exemplu, un program de calculator. În acest caz, toate versiunile modificate și extinse ale programului trebuie să fie libere.
În mod tradițional, autorii și-au limitat libertatea de a copia lucrările, iar aceste restricții se reflectă în legile privind drepturile de autor. Licențele «Copyleft» au fost create pentru a extinde drepturile și libertățile persoanelor fără a încălca legile aplicabile. Deținătorii de drepturi de autor folosesc conceptul de copyleft, astfel încât oricine din lume are dreptul să utilizeze, să modifice și să distribuie atât lucrarea originală, cât și lucrările derivate din ea, și nimeni nu poate să limiteze acest drept.
De obicei, o licență «copyleft» cere ca toate lucrările derivate să fie distribuite sub aceeași licență ca și lucrarea originală. Pentru a contracara diversitatea licențelor, este uneori asigurată compatibilitatea cu licențele copyleft, care nu sunt pe deplin compatibile cu condițiile.
Licențele «copyleft» sunt create pentru distribuire:
- software;
- informații;
- bază de date;

Cuvintele "Partajare în Condiții Identice" din titlul licenței "Creative Commons Attribution ShareAlike" indică faptul că această licență este o licență copyleft.

## Etimologie
«Copyleft» — un cuvânt compus din două cuvinte:
- copy — copie
- left — stânga, pierdută, pierde.

## Istoric
Conceptul de «copyleft» provine din mediul specialiștilor IT - în principal programatori. Autorul acestui concept este Richard Stallman, programator american, organizator și apologist șef al mișcării software-ului liber.
În înțelegerea susținătorilor SPO, ideea de copyleft este că oricine distribuie programul, cu sau fără schimbări, nu are dreptul de a restrânge libertatea de a se distribui sau modifica ulterior. Licența «Copyleft» asigură că fiecare utilizator este liber în acțiunile sale. În acest sens non-legal, «copyleft» este antonimul drepturilor de autor.
Cea mai cunoscută și cea mai comună licența copyleft este GPL al proiectului GNU.

## Simbol
Simbolul «copyleft» este litera «c» scrisă într-o imagine în oglindă de-a lungul axei verticale din interiorul cercului (imaginea oglindă de-a lungul axei verticale a simbolului «©»). Simbolul nu este disponibil în Unicode, dar poate fi obținut folosind simbolul
```
U+2184 
ↄ
 LATIN SMALL LETTER REVERSED C

html
-код: «
&
#8580;»
[
3
]
```

sau un simbol mai larg disponibil
```
U+0254 
ɔ
 LATIN SMALL LETTER OPEN O

html
-код: «
&
#596;»
[
4
]
```

închis în paranteze sau, dacă este acceptat de aplicație, combinând unul dintre aceste caractere cu simbolul
```
U+20DD 
 
 
 
⃝
 
 
 
 COMBINING ENCLOSING CIRCLE

html
-код: «
&
#8413;»
[
5
]
.
```

De asemenea, simbolul copyleft poate fi inclus în HTML utilizând următorul cod (funcționează numai pentru browsere care susțin integral sau experimental proprietatea "transformare" CSS3 sau filtrul BasicImage al Microsoft):
```
<!--[if lte IE 8]>

<span style="

   filter: progid:DXImageTransform.Microsoft.BasicImage( rotation=2 );

   display: inline-block;

">

<![endif]-->

<
span
 
style
=
"

   -webkit-transform: scaleX(-1);

      -moz-transform: scaleX(-1);

        -o-transform: scaleX(-1);

    -khtml-transform: scaleX(-1);

       -ms-transform: scaleX(-1);

           transform: scaleX(-1);

   display: inline-block;

"
>

	
&copy;

</
span
>

<!--[if lte IE 8]>

</span>

<![endif]-->

```